# 4minute
4Minute (кор. 포미닛) — южнокорейская гёрл-группа, сформированная в 2009 году компанией Cube Entertainment. Состояла из пяти участниц: Джихён, Гаюн, Джиюн, Хёны и Сохён. Дебют состоялся 15 июня 2009 года с синглом «Hot Issue», а в декабре 2010 года был выпущен первый японский альбом Diamond. В 2011 году они выпустили свой первый полноформатный альбом 4Minutes Left.
13 июня 2016 года группа была расформирована.
В июне 2016 года Cube Entertainment объявило о расформировании группы после неудачных попыток продления контрактов.

## Карьера

### 2009−10:For Muzik,Hit Your HeartиDiamond

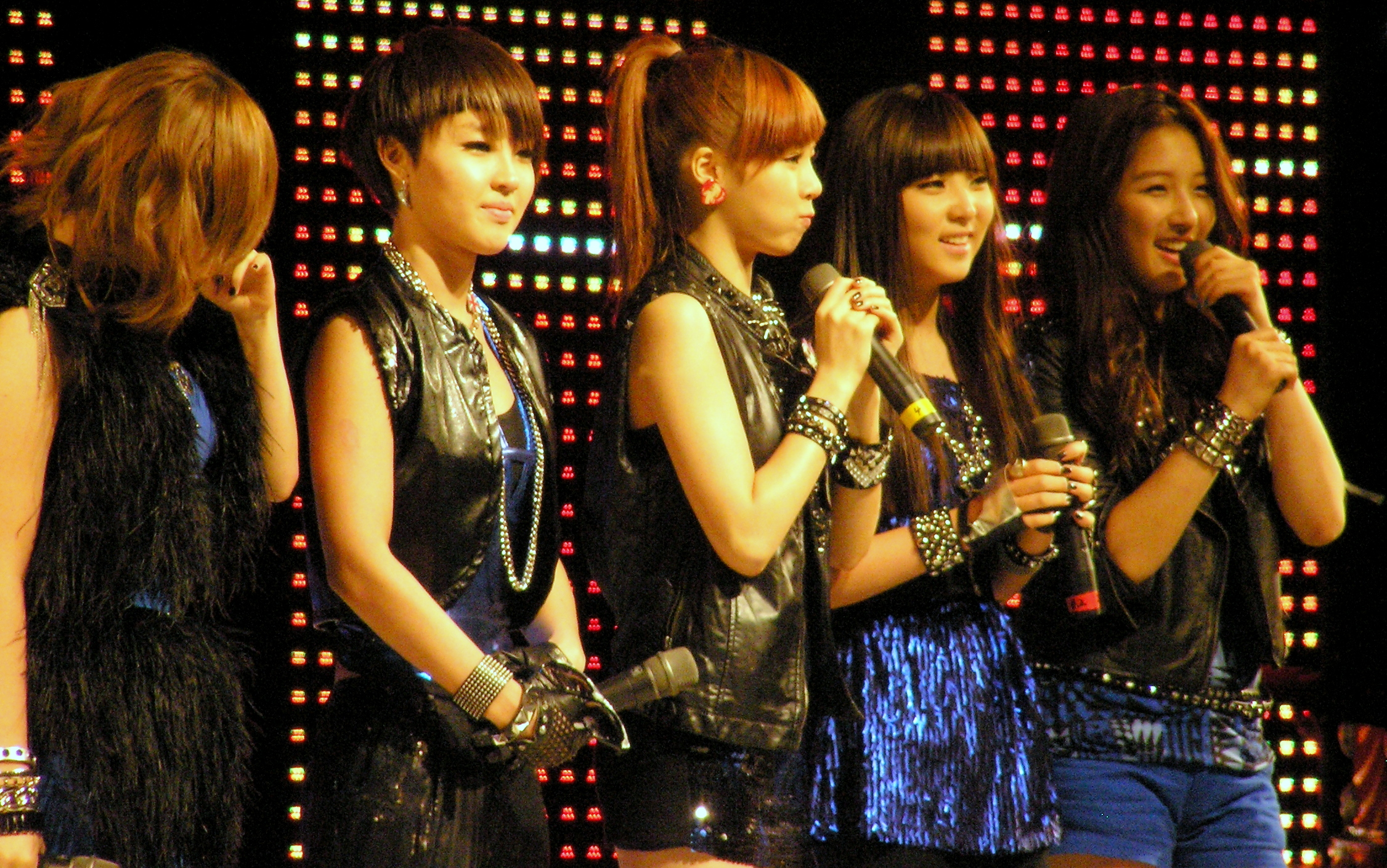
4Minute на фестивале университета Конкук

14 мая 2009 года Cube Entertainment о формировании новой женской группы, и первой участницей была объявлена Хёна (бывшая участница Wonder Girls). До официального объявления названия коллектив называли «группой Хёны». 22 мая была объявлена ещё одна участница — Джихён. Все остальные участницы стали известны на следующий день.
15 июня был выпущен дебютный сингл «Hot Issue», а тремя днями позже состоялось выступление на M! Countdown. 21 июня фургон группы оккупировали фанаты и украли одежду и другие личные вещи участниц. В своём заявлении Cube Entertainment заявили: «Очень жаль, что подобное произошло». 20 августа был выпущен дебютный мини-альбом For Muzik и второй сингл «Muzik». Песня одержала победу на Inkigayo. 27 августа трек «Won’t Give You (안줄래)» был забанен для проигрывания на KBS за чрезмерно сексуальное содержание лирики. Лирика заключается в вопросе о нежелании девушки «отдавать» себя или своё сердце партнёру. Компания ответила, что слова в песне «о чувствах девушки к парню», и что они разочарованы данным решением.
15 октября был выпущен новый сингл «What a Girl Wants». 2 декабря 4Minute в сотрудничестве с корейскими певцами Марио и Аменом выпустили песню «Jingle Jingle».
5 января 2010 года стало известно, что Universal Music Group будут поддерживать заграничную деятельность 4Minute. В феврале они приняли участие в записи азиатской версии песни Эмири «Heard ‘em All» вместе с Чунхёном. Группа также гастролировала по Тайваню, Филиппинам, Таиланду и Гонконгу. 5 мая был выпущен первый японский сингл «Muzik», а уже тремя днями позже состоялся первый японский концерт. Песня заняла 21 место в чарте Oricon. 19 мая был выпущен второй мини-альбом Hit Your Heart. 24 мая южнокорейская радиостанция «Голос свободы» включила «Huh» в проигрывание в Северной Корее.
5 июля был выпущен видеоклип на второй сингл «I My Me Mine». 19 июля трек «Superstar» был выпущен в цифровом формате для шоу Superstar K2. 30 июля состоялся релиз японской версии. 12 октября был выпущен третий японский сингл и первый двойной сингл First/Dreams Come True. В декабре 4Minute провели серию японских концертов 4Minute Energy Live Volume 2: Diamond в Токио и Осаке. Первый японский альбом Diamond был выпущен 15 декабря.

### 2011−12:4Minutes Left,Volume Upи «Love Tension»
13 января 2011 года 4Minute выступили на DiGi Live K-Pop Party 2011 в Малайзии на стадионе Негара. В мероприятии также приняли участие BEAST и GN.A. 20 января группа посетила Seoul Music Awards и выиграла там Бонсан. В феврале на премии Billboard Japan Music Awards они одержали победу в номинации «Лучший новый корейский артист». 23 февраля 4Minute стали моделями для свадебного дизайнера Юми Куцуры на её модном дефиле в Рёкогу Кокугикане. 12 марта они также выступили на 50-й годовщине Music Wave Concert в Таиланде.
Четвёртый японский сингл «Why» был использован в качестве саундтрека для сериала «Akutō: Jūhanzai Sōsahan». 29 марта был выпущен видеоклип «Heart to Heart», в котором снялся Чжоншин из CN Blue. 5 апреля был выпущен первый полноформатный корейский альбом 4Minutes Left. Музыкальный клип на «Mirror Mirror» был выпущен в тот же день. Поскольку хореография содержала в себе сексуальные движения ногами её были вынуждены переделать, или же группа не смогла бы выступать с песней на музыкальных шоу. 4Minute также записали японскую и английскую версии сингла «Without U» японской певицы Телмы Аоямы.
15 августа был выпущен видеоклип на японскую версию «Heart to Heart». 7 сентября песня стала официальным пятым японским синглом. Было также выпущено первое DVD «Изумруд 4Minute». В октябре стартовал показ японской манги «Добро пожаловать в Эль-Паласио» с записанной 4Minute «Ready Go» в качестве главной темы. 6 декабря «Ready Go» стала очередным японским синглом.
9 апреля 2012 года был выпущен мини-альбом Volume Up с одноимённым синглом. 22 августа 4Minute выпустили седьмой японский сингл «Love Tension» и японскую версию «Volume Up». 4 декабря была выпущена песня «Welcome to The School» для сериала «Школа 2013».

### 2013−14:Name Is 4Minute, «It’s Puppin?» и4Minute World
С 26 января по 21 февраля 2013 года 4Minute гастролировали в туре United Cube Concert в Китае, Корее и Японии.
26 апреля 4Minute выпустили мини-альбом Name Is 4Minute с синглом «What’s Your Name?», спродюсированным Brave Brothers. В четвёртую неделю мая песня достигла вершины Gaon Singles Chart. 28 июня группа выпустила летний сингл «It’s Popping?». Цифровые продажи составили более 606 713 копий. В сентябре контракт с Universal Music Japan подошёл к концу, и японский сайт 4Minute был закрыт.
20 января 2014 года Brave Brothers выпустил сингл «Only Gained Weight», записанный с Хёной, Гаюн и Сохён. 17 марта был выпущен пятый мини-альбом 4Minute World. Во время промоушена они выступали на различных музыкальных шоу, в их числе Music Bank, Inkigayo, Music Core и т. д. 30 марта они одержали победу на Inkigayo против 2NE1 и Girls’ Generation. 17 октября на выступлении группы 16 человек погибли и ещё 11 пострадали из-за обрушения вентиляционной решётки, на которой стояли зрители.

### 2015−16:Crazy,Act. 7и расформирование
26 января 2015 года стало известно, что 4Minute выпустят балладу «Cold Rain» в качестве нового сингла. 9 февраля был выпущен шестой мини-альбом Crazy. 4 апреля они дали концерт 4Minute Fan Bash In Myanmar.
1 февраля 2016 года был выпущен седьмой и последний мини-альбом Act.7. 13 июня стало известно о расформировании группы после неудачных попыток возобновить контракты с большинством участниц.

## Участницы
| Сценический псевдоним | Настоящее имя | Дата рождения | Позиция в группе                                              |
| --------------------- | ------------- | ------------- | ------------------------------------------------------------- |
| Джихён                | Нам Джи Хён   | 09.01.1990    | Лидер, вокалистка, ведущий танцор                             |
| Гаюн                  | Хо Га Юн      | 18.05.1990    | Главная вокалистка                                            |
| Джиюн                 | Чон Джи Юн    | 15.10.1990    | Ведущий рэпер, ведущая вокалистка                             |
| Хёна                  | Ким Хён А     | 06.06.1992    | Главный рэпер, вокалистка, главный танцор, лицо группы, центр |
| Сохён                 | Квон Со Хён   | 30.08.1994    | Вокалистка, вижуал, макнэ                                     |

## Дискография
| - Diamond (2010) - 4Minutes Left (2011) | - For Muzik (2009) - Hit Your Heart (2010) - Volume Up (2012) - Name Is 4Minute (2013) - 4Minute World (2014) - Crazy (2015) - Act.7 (2016) |  |

## Концерты и туры
- 4Minute Energy LIVE Volume 1: 1st Concert (Токио) (2010)
- 4Minute Live in Manila (2010)
- 4Minute Energy LIVE Volume 2: DIAMOND (Токио и Осака) (2010)
- 4Minute Volume Up Party (2013)
- 4Minute Like Water Concert (Сеул) (2013)
- 4Minute LIVE PARTY ROCK Concert (Сидней) (2013)
- 4Minute solo Concert Fan Bash (Маньянма) (2015)
- 4Minute Solo Concert Fan Bash Tour In Latin America (Аргентина) (2015)

## Награды и номинации
| Год  | Премия                      | Номинация                                        | Что номинировано      | Результат | Ссылка        |
| ---- | --------------------------- | ------------------------------------------------ | --------------------- | --------- | ------------- |
| 2009 | 24th Golden Disk Awards     | Награда новичков                                 | 4Minute               | Победа    |               |
| 2009 | Mnet Asian Music Awards     | Лучший новый женский артист                      | «Hot Issue»           | Номинация | [ 56 ]        |
| 2010 | Mnet Asian Music Awards     | Лучшее танцевальное выступление (женская группа) | 4Minute               | Номинация | [ 57 ]        |
| 2010 | Mnet Asian Music Awards     | Лучшая женская группа                            | 4Minute               | Номинация |               |
| 2010 | Mnet Asian Music Awards     | The Shilla Duty Free Asian Wave Award            | 4Minute               | Номинация |               |
| 2011 | Mnet Asian Music Awards     | Лучшее танцевальное выступление (женская группа) | 4Minute               | Номинация | [ 58 ]        |
| 2011 | Mnet Asian Music Awards     | Лучшая женская группа                            | 4Minute               | Номинация |               |
| 2011 | 20th Seoul Music Awards     | Награда Бонсан                                   | 4Minute               | Победа    | [ 59 ] [ 60 ] |
| 2012 | 21st Seoul Music Awards     | Награда Бонсан                                   | 4Minute               | Победа    |               |
| 2012 | 26th Golden Disk Awards     | Цифровой Бонсан                                  | «HuH»                 | Победа    |               |
| 2012 | Mnet Asian Music Awards     | Лучшее танцевальное выступление (женская группа) | 4Minute               | Номинация | [ 61 ]        |
| 2012 | Mnet Asian Music Awards     | Песня Года                                       | «Volume Up»           | Номинация |               |
| 2013 | 27th Golden Disk Awards     | Диск Бонсан                                      | «Volume Up»           | Победа    | [ 62 ]        |
| 2013 | 3rd Gaon Chart K-Pop Award] | Песня Года — Май                                 | «What’s Your Name?»   | Победа    |               |
| 2014 | 28th Golden Disk Awards     | Цифровой Бонсан                                  | «What’s Your Name?»   | Победа    | [ 63 ]        |
| 2014 | Mnet Asian Music Awards     | Лучшее танцевальное выступление (женская группа) | «Whatcha Doin' Today» | Номинация | [ 64 ]        |
| 2014 | Mnet Asian Music Awards     | Песня Года                                       | «Whatcha Doin' Today» | Номинация |               |
| 2014 | 23rd Seoul Music Awards     | Награда Бонсан                                   | 4Minute               | Победа    | [ 65 ]        |
| 2015 | 29th Golden Disk Awards     | Лучшее танцевальное выступление                  | «Whatcha Doin' Today» | Номинация |               |
| 2015 | Mnet Asian Music Awards     | Лучшее танцевальное выступление (женская группа) | «Crazy»               | Номинация | [ 66 ]        |
| 2016 | 30th Golden Disk Awards     | Диск Бонсан                                      | «Crazy»               | Номинация |               |
| 2016 | 30th Golden Disk Awards     | Награда за популярность (Корея)                  | 4Minute               | Номинация |               |
| 2016 | 30th Golden Disk Awards     | Награда за международную популярность            | 4Minute               | Номинация |               |
| 2016 | 5th Gaon Chart K-Pop Awards | Популярный певец года                            | 4Minute               | Номинация | [ 67 ]        |

### Музыкальные шоу

#### Inkigayo
| Год  | Дата        | Песня                 |
| ---- | ----------- | --------------------- |
| 2009 | 27 сентября | «Muzik»               |
| 2013 | 19 мая      | «What’s Your Name?»   |
| 2013 | 26 мая      | «What’s Your Name?»   |
| 2014 | 30 марта    | «Whatcha Doin' Today» |
| 2015 | 22 февраля  | «Crazy»               |
| 2015 | 1 марта     | «Crazy»               |

#### Show Champion
| Год  | Дата       | Песня               |
| ---- | ---------- | ------------------- |
| 2012 | 17 апреля  | «Volume Up»         |
| 2012 | 24 апреля  | «Volume Up»         |
| 2013 | 8 мая      | «What’s Your Name?» |
| 2013 | 15 мая     | «What’s Your Name?» |
| 2013 | 22 мая     | «What’s Your Name?» |
| 2015 | 18 февраля | «Crazy»             |
| 2015 | 25 февраля | «Crazy»             |

#### M Countdown
| Год  | Дата       | Песня                 |
| ---- | ---------- | --------------------- |
| 2009 | 1 октября  | «Muzik»               |
| 2010 | 17 июня    | «HuH»                 |
| 2011 | 21 апреля  | «Mirror Mirror»       |
| 2012 | 3 мая      | «Volume Up»           |
| 2013 | 9 мая      | «What’s Your Name?»   |
| 2013 | 16 мая     | «What’s Your Name?»   |
| 2014 | 3 апреля   | «Whatcha Doin' Today» |
| 2015 | 19 февраля | «Crazy»               |
| 2015 | 26 февраля | «Crazy»               |

#### Show! Music Core
| Год  | Дата       | Песня   |
| ---- | ---------- | ------- |
| 2015 | 21 февраля | «Crazy» |